# Patibulum

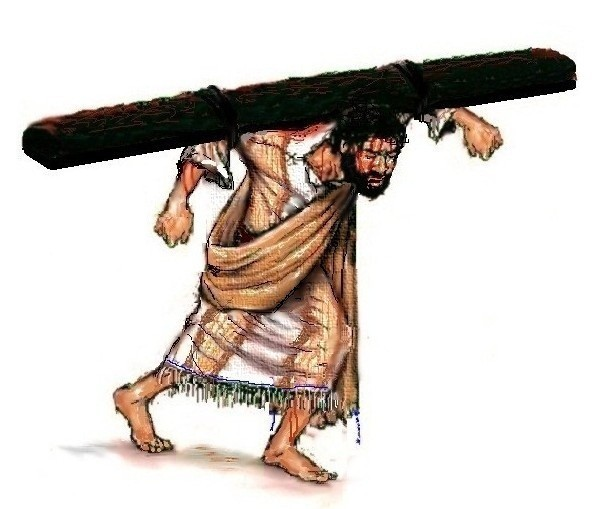
Człowiek niosący patibulum

Patibulum – pozioma belka krzyża przeznaczonego do ukrzyżowania. Mogło być przymocowywane dwie lub trzy stopy poniżej górnego końca słupa pionowego, ale najczęściej przez Rzymian używana była postać litery Ττ, o układzie w kształcie tej litery. W tym przypadku patibulum umieszczano na szczycie słupa.
Patibulum ważyło około 45 kg. Do niego przybijano ręce skazańca, kiedy leżał on na ziemi. Potem sznurami podnoszono krzyżowanego do góry.

## Nazwa
Słowo patibulum pochodzi od łacińskiego słowa „patulus” oznaczającego „otwarty, szeroki, rozciągnięty”.

## Ukrzyżowanie Jezusa a patibulum
Według starożytnych pism i tradycji chrześcijańskiej, Jezus z Nazaretu poniósł mękę na krzyżu na Golgocie. W powszechnym wyobrażeniu Jezus niósł na Kalwarię cały krzyż, choć zdaniem części naukowców było to samo patibulum. W łacińskiej Wulgacie w Nowym Testamencie słowo to nie występuje. W Starym Testamencie występuje w formach patibulo i patibulis w 9 miejscach: Rdz 40:22, Lb 25:4, Pwt 21:22, Jz 8:29, 10:27, Est 2:23, 6:4, 7:10 i 9:13.
Pomimo tradycyjnych przedstawień ukrzyżowania na krzyżu łacińskim, ewangeliści używają greckich określeń stauros oraz ksylon.